# Woleu-Ntem
Woleu-Ntem là một trong 9 tỉnh của Gabon. Tỉnh có diện tích 38,465 km². Tỉnh lỵ là Oyem.
Đây là tỉnh cực bắc của Gabon, giáp với Cameroon và Cộng hòa Guinea Xích Đạo cũng như Congo. Đơn vị này giáp các các tỉnh:
- Tỉnh Centro Sur, Guinea Xích Đạo - phía tây bắc, tây của Wele-Nzas
- Tỉnh Wale-Nzas, Guinea Xích Đạo - phía tây bắc, về phía đông của Centro Sur and south of Kié-Ntem
- Tỉnh Kié-Ntem, Guinea Xích Đạo - phía tây bắc, phía bắc Wele-Nzas
- Tỉnh Nam, Cameroon - phía bắc
- Vùng Sangha, Cộng hòa Congo – phía đông

Tại Gabon, tỉnh này giáp các tỉnh:
- Estuaire - tây nam
- Moyen-Ogooué - phía nam
- Ogooué-Ivindo - phía đông nam

## Department

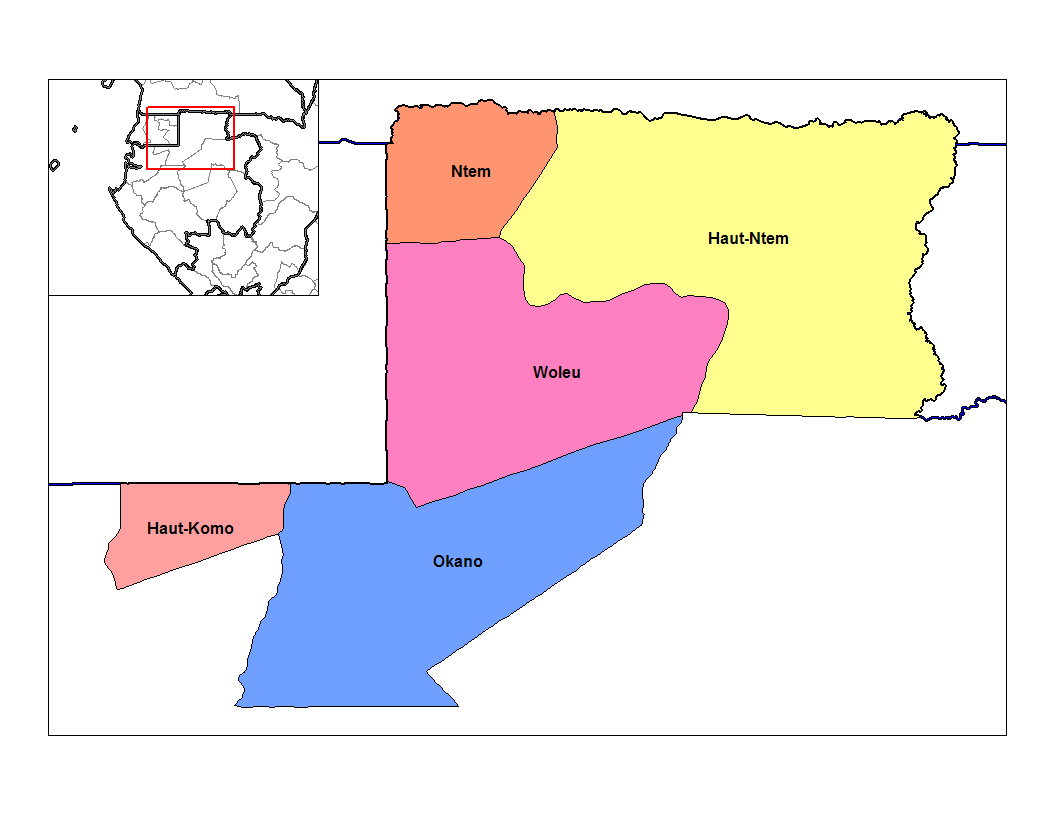
Department của Woleu-Ntem

Woleu-Ntem được chia thành 5 department:
- Haut-Komo Department (Ndindi)
- Haut-Ntem Department (Medouneu)
- Ntem Department (Bitam)
- Okano Department (Mitzic)
- Woleu Department (Oyem)